# لوثر هيد
لوثر هيد (بالإنجليزية: Luther Head)‏ مواليد 26 نوفمبر 1982 في شيكاغو، هو لاعب كرة سلة أمريكي بدأ مسيرته الاحترافية في سنة 2005 حيث تم اختياره من قبل فريق هيوستن روكتس خلال الدرافت. يبلغ طوله 6 قدم 3 بوصة (1.9 م).

## فرق لعب لها
- هيوستن روكتس
- ميامي هيت
- إنديانا بايسرز
- سكرامنتو كينغز
- نادي بلد الوليد لكرة السلة
- الدوري الدومينيكاني لكرة السلة

## إحصائيات المسيرة

### الموسم الاعتيادي
| السنة   | الفريق         | لعب | بدأ | دقيقة | ميداني% | ثلاثية | حرة   | ارتداد | صنع | استلاب | تصدي | نقطة |
| ------- | -------------- | --- | --- | ----- | ------- | ------ | ----- | ------ | --- | ------ | ---- | ---- |
| 2005–06 | هيوستن روكتس   | 80  | 27  | 28.9  | .403    | .361   | .699  | 3.3    | 2.7 | 1.1    | .1   | 8.8  |
| 2006–07 | هيوستن روكتس   | 80  | 10  | 27.6  | .437    | .441   | .790  | 3.2    | 2.4 | 1.0    | .1   | 10.9 |
| 2007–08 | هيوستن روكتس   | 73  | 17  | 18.9  | .432    | .351   | .815  | 1.8    | 1.9 | .6     | .1   | 7.6  |
| 2008–09 | هيوستن روكتس   | 22  | 4   | 14.6  | .386    | .368   | .875  | 1.2    | 1.6 | .3     | .0   | 4.8  |
| 2008–09 | ميامي هيت      | 10  | 0   | 17.6  | .372    | .375   | .625  | 2.5    | 2.3 | 1.1    | .1   | 4.3  |
| 2009–10 | إنديانا بايسرز | 47  | 10  | 17.3  | .437    | .352   | .828  | 1.7    | 1.5 | .4     | .2   | 7.6  |
| 2010–11 | سكرامنتو كينغز | 36  | 14  | 16.3  | .415    | .391   | .780  | 1.7    | 1.9 | .3     | .3   | 5.6  |
| المسيرة | المسيرة        | 348 | 82  | 22.4  | .423    | .388   | ..773 | 2.4    | 2.1 | .7     | .1   | 8.2  |

### التصفيات
| السنة   | الفريق       | لعب | بدأ | دقيقة | ميداني% | ثلاثية | حرة   | ارتداد | صنع | استلاب | تصدي | نقطة |
| ------- | ------------ | --- | --- | ----- | ------- | ------ | ----- | ------ | --- | ------ | ---- | ---- |
| 2007    | هيوستن روكتس | 7   | 0   | 20.1  | .306    | .261   | .500  | 2.7    | 1.1 | .4     | .3   | 4.6  |
| 2008    | هيوستن روكتس | 5   | 0   | 8.8   | .071    | .000   | 1.000 | .4     | .8  | .4     | .2   | .8   |
| المسيرة | المسيرة      | 12  | 0   | 22.4  | .240    | .207   | ..600 | 1.8    | 1.0 | .4     | .3   | 3.0  |

## روابط خارجية
- لوثر هيد على موقع إن بي أي (الإنجليزية)
- لوثر هيد على موقع سبورتس رفرنس (الإنجليزية)
- لوثر هيد على موقع كرة السلة الأوروبية.كوم (الإنجليزية)
- لوثر هيد على موقع كلية كرة السلة في سبورتس رفرنس.كوم (الإنجليزية)
- لوثر هيد على موقع ريلجم (الإنجليزية)
- لوثر هيد على موقع بروبوليرز (الإنجليزية)
- لوثر هيد على موقع سبورتس رفرنس (الإنجليزية)